# Lago Alexandrina
El lago Alexandrina (del inglés: Lake Alexandrina) es un lago de Australia, localizado en la parte suroriental del estado de Australia del Sur, adyacente a la costa del océano del Sur, a unos 100 km al sudeste de Adelaida. El río Murray es su principal afluente, además de otros como el río Angas, el río Bremer y el río Finniss, todos del lado este de los Prados del Monte Lofty. El lago es poco profundo y tiene algunas islas. El lago desemboca cerca de Goolwa  por un canal conocido como la Boca Murray (Murray Mouth), pero cuando el río fluye suavemente, la boca se sedimenta y se cierra. El agua en el lago se mantiene dulce gracias a una serie de barreras construidas entre las islas cerca de la boca Murray. La isla Hindmarsh tiene la reputación de ser la mayor isla del mundo en tener agua dulce de un lado y agua salada del otro.
En las tradiciones en aborígenes australianas  se cuenta que el lago está habitado por un monstruo llamado el Muldjewangk.
- Datos: Q1794394
- Multimedia: Lake Alexandrina, South Australia / Q1794394